# Julián Elorza Aizpuru
Julián Elorza Aizpuru (Azpeitia, 28 de enero de 1879 – San Sebastián, 13 de febrero de 1964) fue un abogado y político español, presidente de la Sociedad de Estudios Vascos. Fue diputado provincial por Guipúzcoa (1911-1919, 1930-1931) y presidente de la Diputación Foral de Guipúzcoa (1919-24).

## Biografía
Estudió bachillerato en los jesuitas de Orduña pasando posteriormente a la Universidad de Madrid donde realiza un curso de Derecho. En 1897 regresa al País Vasco estudiando en la Universidad de Oñate, donde obtuvo una licenciatura en Derecho.
Ejerció la abogacía mientras comenzaba su carrera política. Llegaría a ser diputado provincial desde 1911 a 1919, presidente de la Diputación Foral de Guipúzcoa desde 1919 a 1924 y otra vez en el año 1930. Estuvo afiliado al tradicionalismo (carlismo).
La división del carlismo en dos bandos enfrentados, uno de ellos encabezado por Vázquez de Mella y otro por el pretendiente Don Jaime, llevó a que, al finalizar la Primera Guerra Mundial, debido a la aliadofilia de Don Jaime y a la germanofilia de Vázquez de Mella, éste fuera desautorizado, llegando a fundar el 11 de agosto de 1919 el partido católico tradicionalista en el casino de Archanda en Bilbao. Elorza se situó del lado jaimista y fue quien coadyuvó al mantenimiento y aun posterior desarrollo del partido jaimista. Julián Elorza goza de mucha popularidad entre los intelectuales y la sociedad vasca. Aunque Elorza no es un intelectual en el sentido estricto del término actuó como mecenas de la cultura vasca. Su figura es el nexo entre las diferentes personalidades vasquistas y que nos conduce a la figura de Julio de Urquijo.
Su actividad en el periodo del régimen autoritario de Primo de Rivera provocó que la Comunión Nacionalista Vasca paralizara toda actividad autónoma para ayudar a Julián Elorza en su política vasquista. Idoia Estornés recoge en su tesis doctoral como La Liga Monárquica de Vizcaya, en labios de Lequerica, le calificaría en 1923 como: "el más peligroso de los vascongados actuales" y la auto lo define como “autonomista convencido dotado de una diplomacia y poder de contemporización poco corriente”.

### Sociedad de Estudios Vascos–Eusko Ikaskuntza
En el año 1918 y debido al fallecimiento de Félix Landaburu, diputado provincial de Vizcaya, Julián Elorza ocupará su puesto en la organización del primer Congreso de Estudios Vascos celebrado en Oñate. Desde entonces, tomó parte en todos los actos importantes de la Sociedad de Estudios Vascos, sobre todo en 1931, ya que gracias a sus contribuciones se lograría llevar a buen término la redacción del Estatuto Vasco-Navarro, anteproyecto de la Sociedad de Estudios Vascos, concluido el 31 de mayo de 1931.

### Asamblea de Ayuntamientos Vascos
Con motivo de la asamblea de ayuntamientos vascos que se iba a celebrar en Pamplona el 14 de junio de 1931, el partido tradicionalista organizó un mitin a fin de poner impedimentos a dicha asamblea. José Antonio de Aguirre recuerda en sus memorias la actividad desarrollada por Elorza para tratar de demorar el acto católico de Pamplona y que serviría a la reunificación de las fuerzas autoexcluidas en 1888 y 1919 a fin de que no coincidiese con la reunión fuerista que finalmente se celebró en Estella. Unos esfuerzos impulsados por el obispado de Pamplona, que exhortaba a Premín de Iruña al cambio de fechas del mismo por constituir el Estatuto de Estella un axioma vital por su trascendencia en el futuro y mantenimiento de la personalidad católica de Vasconia. Ante la imposibilidad de celebrar la reunión en Pamplona, la asamblea de ayuntamientos vascos trasladó su lugar de reunión a Estella donde Elorza pronunció un discurso en el que dijo entre otras cosas:

Ayuntamientos vascos, de vosotros, de todos vosotros recibió el Estatuto calor de vida al nacer; al enviar cientos y cientos de telegramas, estimulabais con vuestra adhesión a quienes confeccionaban el anteproyecto. Por el Estatuto que habéis aprobado hace unas horas pide Euzkadi el reconocimiento de su personalidad para regirse por sí misma y la desaparición de las trabas y de las dificultades que impedían la realización de sus destinos. Ni por el origen, ni por la lengua, ni por las tradiciones no puede haber fronteras entre nosotros. Conviene pues que el Laurak Bat sea en lo sucesivo el más firme sillar de nuestra posición.

En Estella, mientras el conde de Rodezno presenta al estatuto confederal como el salvavidas frente al temporal republicano, Julián Elorza exhortaba al mantenimiento del espíritu vasco, representado en la religiosidad y sus leyes viejas.

### A favor del Estatuto de Estella
Julián Elorza apoyó firmemente el proyecto de primer estatuto vasco dado que el partido tradicionalista dio libertad de opinión a sus miembros con respecto a dicha cuestión. Prescindiendo de la militancia, las personalidades más ilustradas del carlismo siempre fueron proclives y aun entusiastas del estatuto de Estella. Y junto a carlistas como Beunza y Elorza, se manifestaron en idéntica actitud el integrista donostiarra Ignacio Pérez-Arregui García —colaborador de Elorza en la vida política guipuzcoana— o el mellista Oreja; sector católico-fuerista que, en sintonía con la jerarquía eclesiástica, se había distanciado de la actitud de Olazabal Ramery, que había modificado su actitud patentizada en 1904 con la Liga Foral Autonomista de Guipúzcoa configurada por elementos liberales y republicanos.

### Posguerra
Julián Elorza se automargina de la vida política tras 1939 pensando que no era ese el contexto adecuado para trabajar desde el pensamiento doctrinal carlista dado el monismo cultural imperante. José de Arteche escribiría que su figura llena un notable espacio intelectual de Vasconia, calificando de vital el periodo de presidencia de la Sociedad de Estudios Vascos y dedicando un cálido recuerdo a la actividad fuerista y vasquista, así como sobre su devoción por Jaime de Borbón, lamentando su inactividad tras la contienda de 1936.
“No es este mi momento”, respondió Elorza cuando le fue requerida su colaboración tras la ocupación de Azpeitia por las tropas nacionales. Arteche rememoraba una anécdota que revela el espíritu sinceramente fuerista de Elorza: “No sabes –me decía– la pena que me da, ver aquellos arcos sin miqueletes”, en referencia a que el jaimista vasco no pasaba por la plaza arqueada en que se halla la Diputación foral de Guipúzcoa, entristecido por sus añoranzas. Esta sentencia revela la sensibilidad autonomista de Elorza. Los miqueletes, la policía autónoma del régimen foral, era la muestra palpable del autogobierno arrebatado en 1876 y aún más vulnerado tras 1939.

## Obra escrita
- Escribió algunos artículos en Euskalerriaren Alde y Euskal Esnalea Archivado el 7 de febrero de 2017 en Wayback Machine.
- Escribió el Prologó la obra de Federico Zabala Allende: El Concierto económico. Qué ha sido. Qué es. Qué debe ser (Bilbao, 1927)